# 耦合 (物理學)
物理學中，兩系統是耦合的（coupled），表示他們彼此間有交互作用。其中較引人注意的是兩個（或多個）振動系統之間的耦合，振動系統例如單擺及共振電路，耦合的方法分別為彈簧及磁場。耦合振盪的特徵之一為拍頻（beat）。
耦合概念在物理宇宙學中特別重要，其中各種形式的物質彼此間漸漸地去耦合（decouple）及重耦合（recouple）。
耦合在物理學中另一個重要之處是在電漿的生成。在放電時，激發場（exciting field）與介質（medium）之間的耦合創造出電漿。一特定頻率之激發場對於帶電粒子的耦合品質與共振現象相關。